# توماس فینک (فیزیکدان)
توماس فینک (انگلیسی: Thomas Fink؛ زادهٔ ۱۹۷۲ (۵۲–۵۳ سال)) فیزیکدان اهل بریتانیا است. او مقالاتی در زمینه فیزیک آماری و کاربردهای آن منتشر کرده است. او همچنین دو کتاب نوشته و یک اپلیکیشن آیفون طراحی کرده‌است. فینک مؤسسه علوم ریاضی لندن را تأسیس کرد و مدیر تحقیقات مرکز ملی تحقیقات علمی فرانسه (به فرانسوی: Center national de la recherche scientifique) است. 
کتاب ۸۵ روش برای بستن کراوات، یک بررسی فرهنگی، تاریخی و ریاضی از کراوات و گره کراوات است. این کتاب توضیح می‌دهد که چگونه نویسندگان از نظر ریاضی ثابت کرده‌اند که در مجموع ۸۵ گره کراوات مجزا وجود دارد که بیشتر آنها قبلاً شناخته نشده بودند. این کتاب شامل گزارشی غیرمستقیم از مقالات ریاضی نویسندگان است که تمام گره‌های ممکن را که می‌توان با یک کراوات استاندارد گره زد، توضیح می‌دهد. این کتاب به ۱۰ زبان از جمله فرانسوی، آلمانی، مجارستانی، پرتغالی و ایتالیایی منتشر شده‌است.